# 34
| [ Edytuj tabelę ] |                                      |
| Król Armenii      | - 18 Artakses III 34 - 34 Arsakes 35 |
| Cesarz Chin       | - 25 Guangwudi 57                    |
| Władca Korei      | - 18 Daemusin 44                     |
| Król Mauretanii   | - 23 Ptolemeusz 40                   |
| Król Nabatei      | - 9 p.n.e. Aretas IV 40              |
| Papież            | - 33 Piotr Apostoł 67                |
| Król Partów       | - 8 Artabanus II 40                  |
| Cesarz Rzymu      | - 14 Tyberiusz 37                    |
| Król Tracji       | - 19 Remetalkes II 38                |

Rok 34 / XXXIV
stulecia: I wiek p.n.e. ~
I wiek ~
II wiek

lata: 24 «
29 «
30 «
31 «
32 «
33 «
34
» 35
» 36
» 37
» 38
» 39
» 44

## Urodzili się
- Persjusz, rzymski poeta (zm. 62).

## Zmarli
- Mamerkus Emiliusz Skaurus, rzymski polityk.
- święty Szczepan, pierwszy męczennik wczesnochrześcijański[1].